# Kole Sherwood
Kole Sherwood, född 22 januari 1997, är en amerikansk professionell ishockeyforward som är kontrakterad till Columbus Blue Jackets i National Hockey League (NHL) och spelar för Cleveland Monsters i American Hockey League (AHL). Han har tidigare spelat för Jacksonville Icemen i ECHL, London Knights, Flint Firebirds och Kitchener Rangers i Ontario Hockey League (OHL) och Youngstown Phantoms i USHL.
Sherwood blev aldrig NHL-draftad.
Han är yngre bror till ishockeyspelaren Kiefer Sherwood som spelar inom organisationen för Anaheim Ducks.

## Statistik
| 2011–2012  | Ohio Blue Jackets     | T1EHL      | 21  | 3  | 8   | 11  | 20  | —  | —  | —  | —  | —  |
| 2012–2013  | Ohio Blue Jackets     | T1EHL      | 40  | 13 | 11  | 24  | 19  | —  | —  | —  | —  | —  |
| 2013–2014  | Ohio Blue Jackets     | T1EHL      | 34  | 24 | 18  | 42  | 17  | —  | —  | —  | —  | —  |
| 2014–2015  | Ohio Blue Jackets     | T1EHL      | 31  | 22 | 26  | 48  | 29  | 4  | 1  | 3  | 4  | 16 |
|            | Youngstown Phantoms   | USHL       | 3   | 1  | 1   | 2   | 0   | —  | —  | —  | —  | —  |
| 2015–2016  | London Knights        | OHL        | 63  | 12 | 22  | 34  | 53  | 7  | 0  | 0  | 0  | 0  |
| 2016–2017  | Flint Firebirds       | OHL        | 60  | 33 | 52  | 85  | 60  | 5  | 4  | 1  | 5  | 10 |
|            | Cleveland Monsters    | AHL        | 2   | 0  | 0   | 0   | 2   | —  | —  | —  | —  | —  |
| 2017–2018  | Kitchener Rangers     | OHL        | 57  | 30 | 30  | 60  | 56  | 19 | 14 | 12 | 26 | 30 |
| 2018–2019  | Columbus Blue Jackets | NHL        | 1   | 0  | 0   | 0   | 0   | —  | —  | —  | —  | —  |
|            | Cleveland Monsters    | AHL        | 34  | 11 | 3   | 14  | 42  | —  | —  | —  | —  | —  |
|            | Jacksonville Icemen   | ECHL       | 3   | 1  | 0   | 1   | 4   | —  | —  | —  | —  | —  |
| NHL totalt | NHL totalt            | NHL totalt | 1   | 0  | 0   | 0   | 0   | —  | —  | —  | —  | —  |
| AHL totalt | AHL totalt            | AHL totalt | 36  | 11 | 3   | 14  | 44  | —  | —  | —  | —  | —  |
| OHL totalt | OHL totalt            | OHL totalt | 180 | 75 | 104 | 179 | 169 | 31 | 18 | 13 | 31 | 40 |